# 双点校园
《双点校园》是一部由双点工作室开发、世嘉发行的模拟经营类游戏。本作是《双点医院》的续作，玩家任务是建造和管理一座大学校园。本作于2022年8月10日在Linux、macOS、Windows、任天堂Switch、PS4、PS5、Xbox One和Xbox Series X/S上发布。

## 游戏玩法
在《双点校园》中，玩家负责建造和管理一座大学校园。玩家必须建造各种房间设施，如教室、报告厅和图书馆等，以及组织不同的文化活动和课外活动。玩家还需要雇佣分配讲师、助教和门卫等员工。除维持学校日常运转以外，玩家还要照顾到学生的福祉。如果学生夜生活过于丰富，可能第二天就逃课了。学生们都由程序自动生成，有各种不同的类型。与双点医院中病人治愈后便离开医院不同，双点校园中的学生将在学校里停留更长的时间。每个游戏年持续约20分钟，然后举行毕业典礼，并迎接新生到来。学生之间可以互相社交，和游戏里的其他角色建立关系。每个学生也有自己的特定需求，他们会成功完成学业、挂科或是辍学，这取决于玩家如何指引这些学生。
与《双点医院》一样，《双点校园》的游戏背景设定在双点县，《双点医院》中的部分角色也将在《双点校园》内回归。游戏开始时，玩家得到一块土地来自由规划和建造校园、铺设道路，以及在校园内外放置装饰品等。游戏采用沙盒模式，玩家可以自由建造学校。干净的环境将吸引更多的学生，从而带来更多的收入。财务管理仍然是游戏系统的重要支柱，建造新建筑和维持学生的幸福都需要花钱。与《双点医院》一样，《双点校园》有着轻松愉快的基调，允许玩家设置“骑士学校”等各种具有异国情调的课程，学生在其中学习古代文学，或是学习成为中世纪骑士。

## 开发
《双点校园》是《双点医院》的续作，也是英国开发商双点工作室的第二款游戏。游戏开发灵感来自《动物屋》、《歌喉赞》、《油脂》和《哈利波特》等作品。开发团队受模拟人生系列等其他模拟经营游戏的影响，在游戏中新增了允许学生互相社交的“特征”系统。开发团队相信，如果玩家们能在游戏中看到自己的学生如何成长，便会开始关心他们。游戏总监Gary Carr说，“我们想要的副产品，是当你和你第一批学生告别时，如果我们能让你向他们挥手送往更广阔的世界时流泪，那就太棒了。”团队希望迎合那些对创造性建设而不是实际管理校园更感兴趣的玩家，因此这款游戏比《双点医院》更广泛地采用了城市建设游戏的机制。
尽管该游戏于2021年5月31日在Xbox商店遭到泄露，但还是在同年6月10日正式公布。该工作室邀请社群通过世嘉开发工作室Amplitude开发的Games2Gether软件为游戏提供建议。该游戏原定于2022年5月17日在Linux、macOS、Windows、NintendoSwitch、PlayStation4、PlayStation5、XboxOne和XboxSeriesX和SeriesS上发布。2022年4月，双点工作室宣布游戏的发布日期推迟到2022年8月9日。